# Litsea grandifolia
Litsea grandifolia är en lagerväxtart som beskrevs av Paul Lecomte. Litsea grandifolia ingår i släktet Litsea och familjen lagerväxter. Inga underarter finns listade i Catalogue of Life.